# Hippie

Fredsmärket

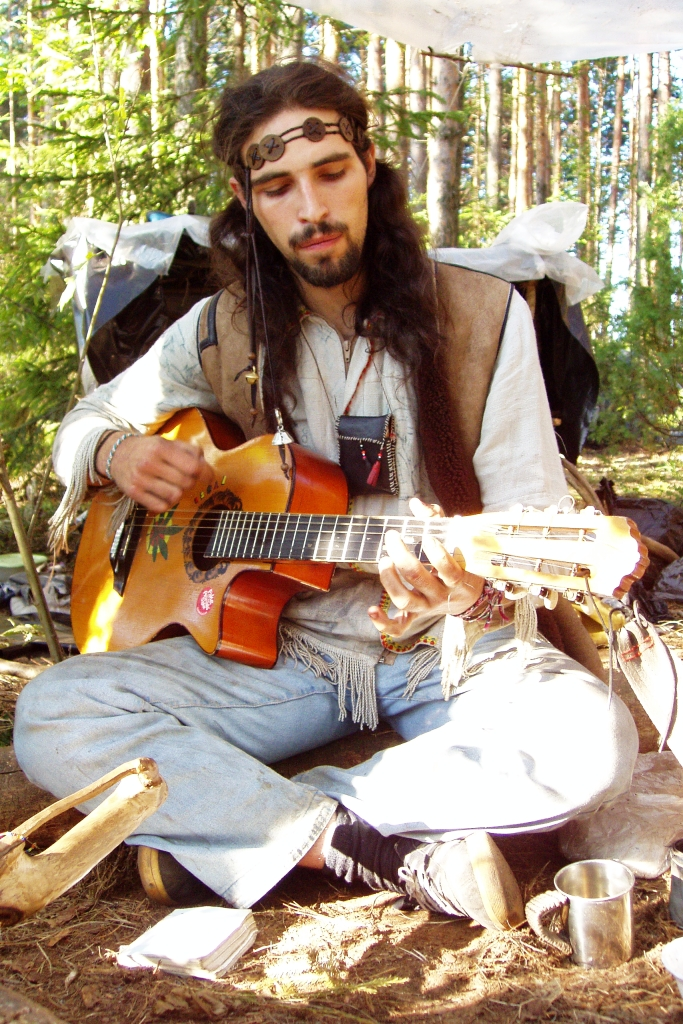
En gitarrspelande hippie.

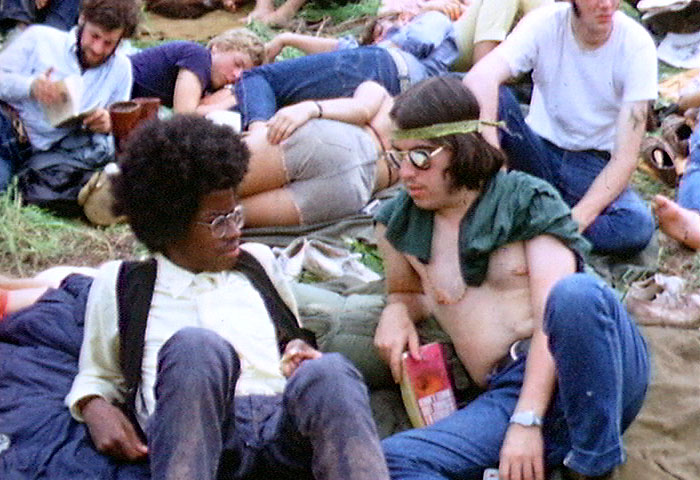
Två hippier under Woodstockfestivalen 1969.

Hippie är en subkultur. Hippiekulturen uppstod under 1960-talet och den typiska bilden av en hippie är en person med långt hår. Personer med anknytning till hippiekulturen blev främst kända för att kämpa för fred och miljöfrågor med slogans som flower power och make love, not war. Andra saker som ofta förknippas med hippiekulturen är en positiv inställning till medvetenhetsutvidgande droger, indisk kultur, astrologi och en säregen klädstil.
En föregångare till hippierörelsen var beatnikrörelsen under det sena 1950-talet med bland annat författaren Jack Kerouac och poeten Allen Ginsberg, och deras bohemiska livsstil och livsfilosofi, delvis inspirerad av zenbuddhismen.

## Kläder och stil
Klädmässigt använde sig hippierna av unisexkläder och de intresserade sig även mycket för ursprungsbefolkningars och främmande kulturers klädedräkter. Mycket av hippiemodet hade indiska influenser där sjalar, kaftaner och t-shirts i egendesignade batikmönster var populärt. Även mycket fladdrande, vida, rikt broderade och mångmönstrade kläder bars i alla möjliga färger. Man klädde sig ofta i färgglada tryck och motiv, och ett av hippiernas klassiska plagg är afghanvästen, som är en skinnväst med hårsidan inåt och dekorativa broderier på utsidan. Ofta kombinerades denna väst med en batikskjorta och utsvängda jeans, något många idag förknippar med hippiemode.
Många hippier var mycket miljömedvetna, så kläderna man bar var ofta begagnade och man försökte alltid ärva så mycket som möjligt och dela kläder med andra hippier. Många bar sandaler, medan andra avstod helt från att använda skor. Hippierna valde också att bära alla möjliga accessoarer såsom blommor, snäckskal, glaspärlor och färgglada solglasögon. En del hippies valde att leva som naturister.

## Historik

### Rörelsens historia
Ett förstadium till hippierörelsen fanns i kolonin Monte Verità, Ascona, i Schweiz redan vid 1900-talets början. Man har också sett rötter i den tyska Wandervogel-rörelsen.
Hippierörelsen tog form i Berkeley Peoples Park och på gatorna Haight/Ashbury i San Francisco, USA omkring 1966. I reaktion mot krig, kommersialism, alienation, karriär och statusjakt och med slagordet Peace, Love & Understanding vände den nya generationen blickarna mot Indien, upptäckten av medvetenhetsutvidgande droger och ett enkelt och fredligt liv baserat på kärlek till allt levande, pacifism och kreativ gemenskap. "The Diggers" var en legendarisk teatergrupp som bedrev social verksamhet, delade ut gratis mat, kläder och fri sjukvård till "blomsterbarnen".
Höjdpunkten för hippierörelsen nåddes enligt många under "Summer of Love" i San Francisco 1967. Vid det laget hade hippiekulturen spridit sig över hela västvärlden, där såväl boendekollektiv (med eller utan "fri kärlek") som ekologiska produktionskollektiv etablerats på många platser.
Vad som sedan hände är omtvistat, kanske skedde brottet mellan den sociala och den politiska delen av det internationella ungdomsupproret just vid denna tid. Hippier blev yippies (jmf: Jerry Rubin) och rörelsen politiserades kraftigt åt det anarkistiska och socialistiska hållet. Det mytomspunna året 1968 innebar början på en revolutionär vänstervåg över hela världen, där statens våldsupptrappning, Vietnamkriget och Kulturrevolutionen i Kina troligtvis ökade spänningarna. Hippiekulturen utsattes också för en kraftig kommersialisering, där de lokala köpmännen såg en chans att tjäna pengar på kläderna, konsten och musiken.
Woodstockfestivalen 1969 – som enligt många markerade slutet på denna första hippievåg – samlade omkring en halv miljon besökare. Journalisten och författaren Maria-Pia Boëthius sade en gång ”att hippierörelsen och idén om snällheten för snällhetens egen skull försvann var något av det sorgligaste som hänt”. Hon har också sagt att "…hippietiden, en av de mest förtrollande epoker jag upplevt. Unga människor som förespråkade kärlek, gemenskap, egendomslöshet och hygglighet; vi delade allt med varann och var övertygade om att en annan värld var möjlig”. 

### Hippier i dag
Idag lever fragment av hippiekulturen kvar, främst på USA:s västkust i Oregon och norra Kalifornien där det än idag anordnas hippierelaterade träffar, konserter och marknader i många städer.
I övriga världen finns till exempel Christiania i Köpenhamn. I Sverige finns sedan 1973 den kooperativa byn Skogsnäs i Sollefteå kommun, samt kursgården Ängsbacka i Karlstad kommun. I England färdas hippier runt i husvagnar från plats till plats. Goa i Indien hade länge en koloni av västerländska hippier.[källa behövs]
Rainbow Gatherings är årligen hållna hippieläger (community camps) som anordnats i USA, Mexiko, Kanada, Europa och Ryssland. Här samlas människor med vilja att leva ett alternativt liv som motpol till mainstreamkultur, kommersialism, kapitalism och alienation. Lägren har funnits sedan 1972 och står för kärlek, fred, icke-våld, ekologism, anti-konsumism och anti-kommersialism, volontärism, respekt för andra, konsensusprocesser och kulturell mångfald. Rörelsen är platt utan hierarki, utan ledare och utan officiell organisation.
I Sverige finns en musikfestival, Urkultsfestivalen, som anordnas första helgen i augusti i Näsåker. Här samlas hippier och liknande alternativa människor för att njuta av medveten musik av väl utvalda artister och den vackra naturen vid Nämforsen. Fokus på festivalen är världsmusik, vegetarisk och ekologisk mat, fred och kärlek.

## I populärkulturen
Många element i hippiekulturen har efterhand uppgått i det omgivande samhället och blivit allmänt accepterade, som vegetariska kostvanor, en radikalt förändrad inställning till äldre tiders klädkod, den fria synen på nakenhet som kom på 1970-talet samt en allmänt "cool", harmonisk och miljövänlig livsstil. Intresset för indisk filosofi fick ett uppsving det inte upplevt sedan Madame Blavatskys och teosofins dagar.
New Age-rörelsen, delar av ekologismen och Rave-kulturen kan möjligen ses som uppföljare till, och en fortsättning av hippie-rörelsen i modern tid.

### Filmer (urval)
- Hair. 1979. Regi: Milos Forman. Med John Savage, Treat Williams, Beverly D'Angelo. (Baserad på musikalen 1968 med samma namn).
- Woodstock. 1970. Regi: Michael Wadleigh, producent Bob Maurice. Dokumentär/musikfilm.
- Easy Rider. 1969. Regi: Dennis Hopper, med Jack Nicholson och Peter Fonda. (Två bikers på väg till Mardi Gras. Särskilt hippiekollektivet på landsbygden är intressant i sammanhanget).
- Chappaqua. 1966. Regi: Conrad Rooks. Med bl.a. William S. Burroughs. (Fr.a. om drogupplevelser).
- Freak Out. 2014. Regi: Carl Javér, producent Fredrik Lange. (Film som utforskar hippierörelsens rötter i Schweiz, tidigt 1900-tal.)

## Galleri

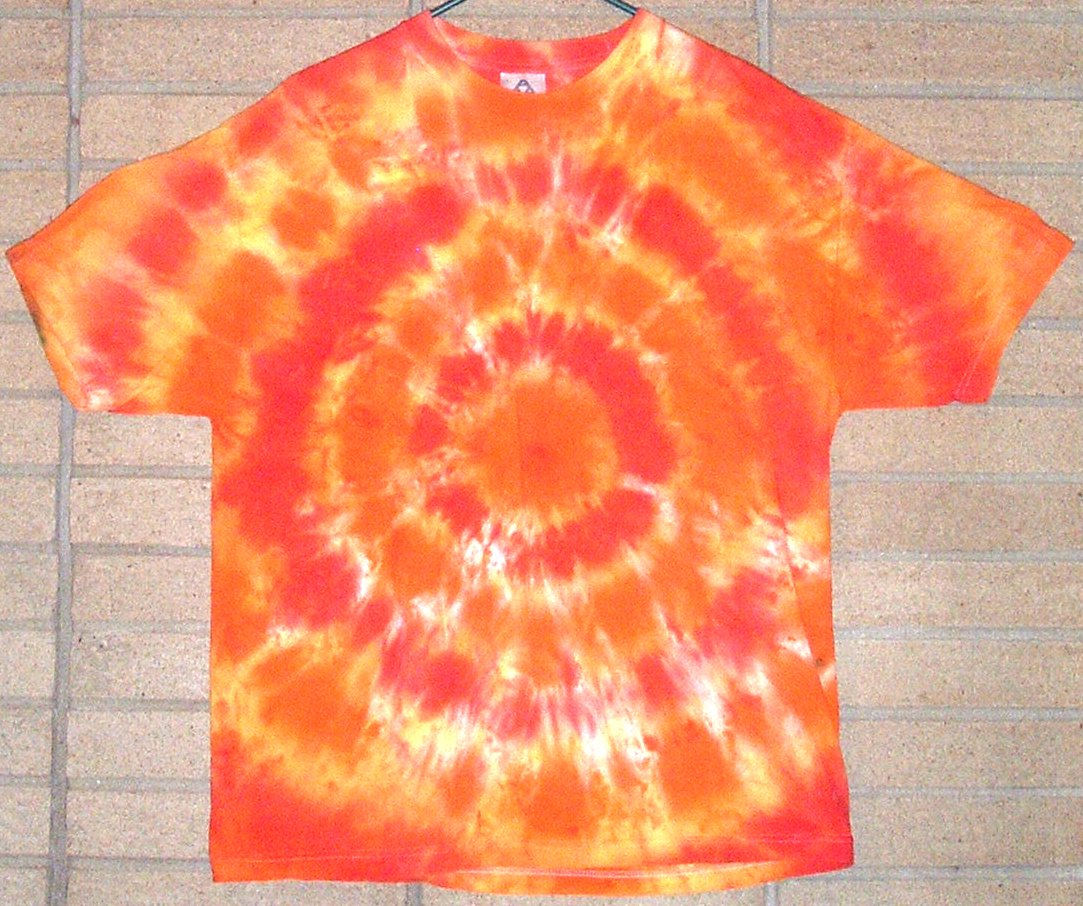
En batiktröja.
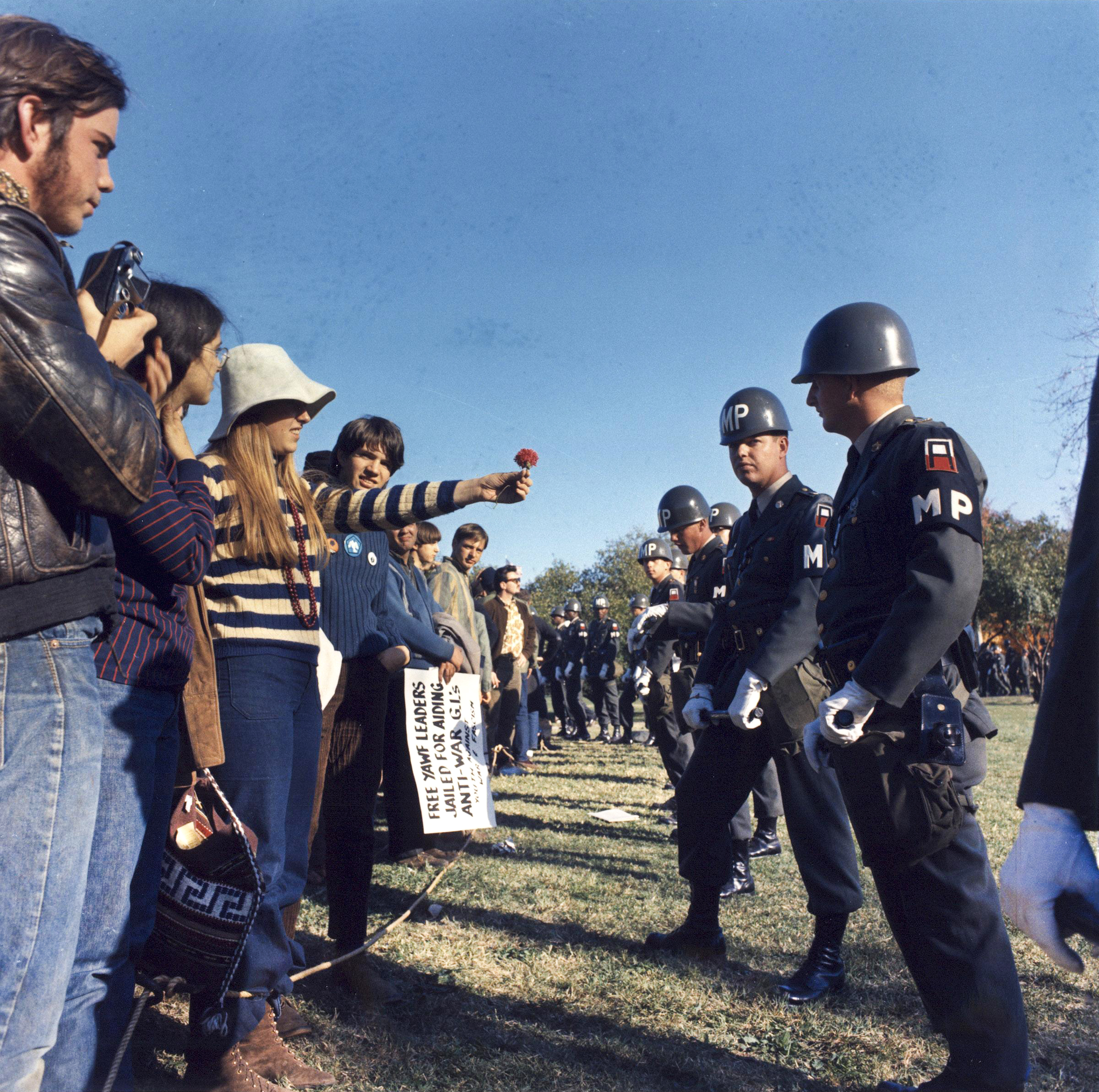
Vietnamdemonstration med blommor och militärpolis utanför Pentagon, USA, 1967.
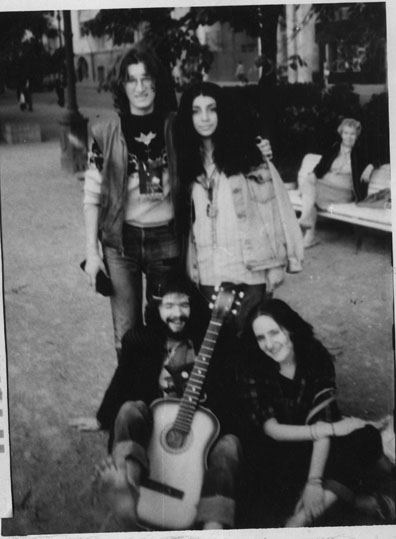
Hippier i Moskva 1988.
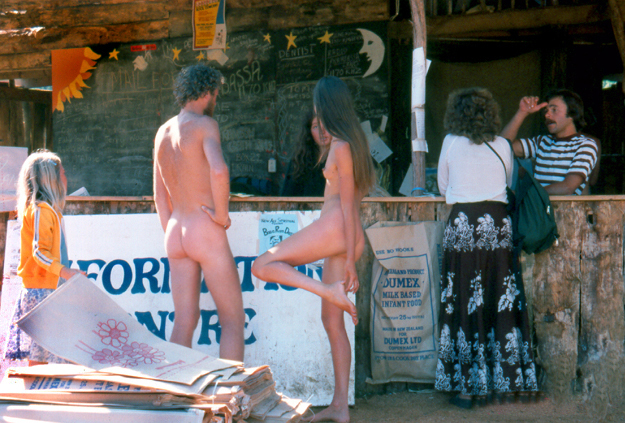
Nambassa-festivalen i Nya Zeeland hölls 1976-1981.
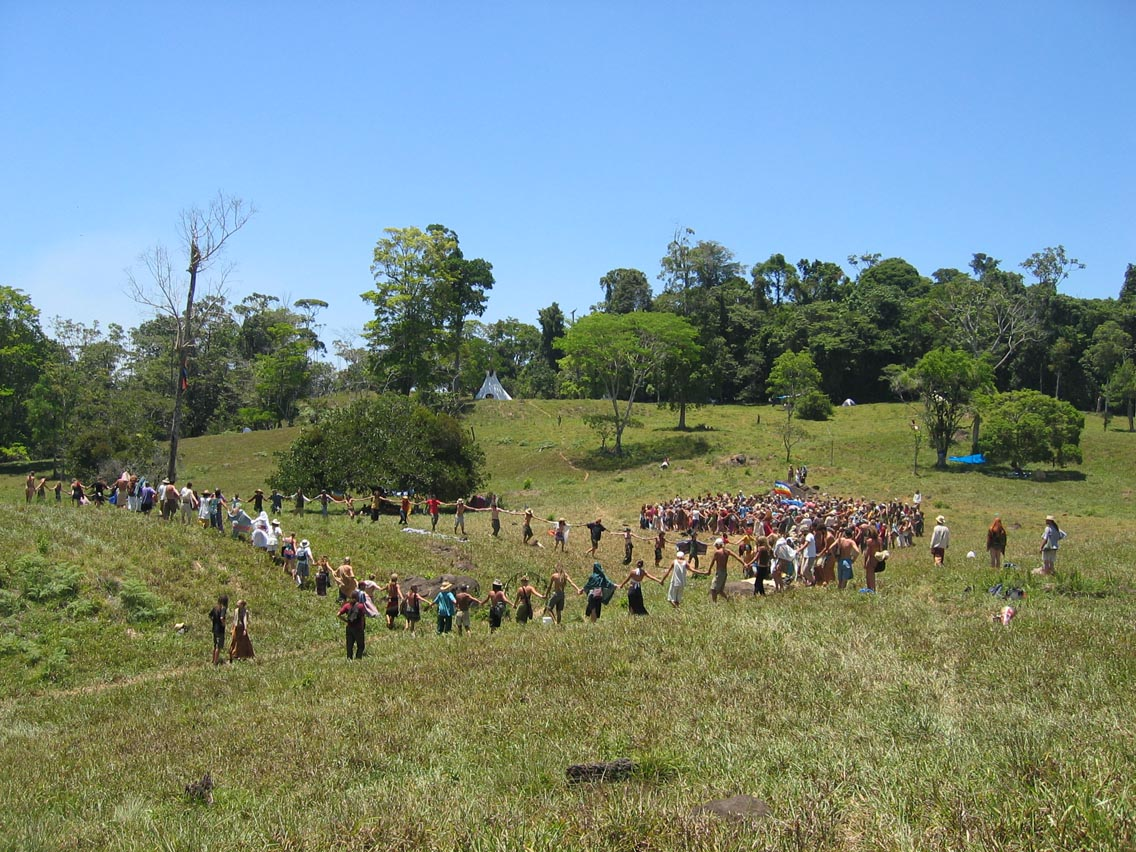
The Rainbow World Gathering år 2004 i södra Costa Rica, 2004.